# Kloster Ilfeld

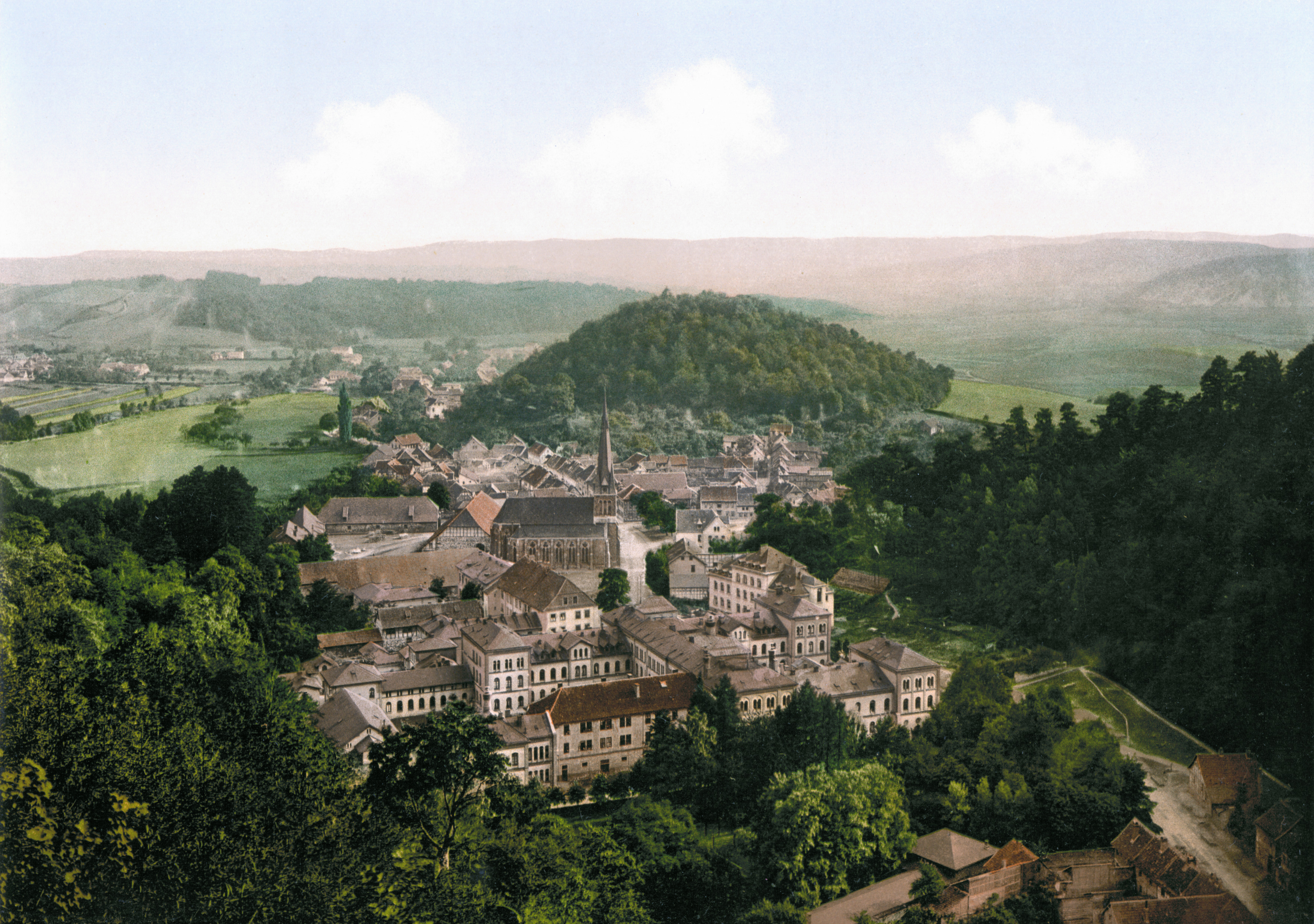
Ilfeld um 1900 – Im Vordergrund der Schulkomplex, entstanden aus dem ehemaligen Kloster

Das Kloster Ilfeld war ein Prämonstratenserkloster in Ilfeld im Landkreis Nordhausen im Südharz.

## Lage
Das Kloster befand sich in einer Höhe von etwa 250 m ü. d. M. im Tal der Bere an der südlichen Grenze des Harzes etwa 10 km nördlich von Nordhausen.

## Geschichte
Das Kloster wurde im Jahr 1189 von dem auf der Burg Hohnstein residierenden Grafen Elger II. von Ilfeld-Hohnstein und dessen Frau Lutrude (auch Lutrudis oder Lutrutis) gestiftet. Elger II. starb bereits am 13. Januar 1190, und der Bau des Klosters wurde unter seinem Sohn Elger III. vollendet. Dabei wurden große Teile der bereits zuvor aufgegebenen Ilburg als Baumaterial verwendet, weshalb der Bau sehr zügig vollendet werden konnte. König Heinrich VI. bestätigte die Klosterstiftung in einer Urkunde vom 16. November 1190, ausgestellt in Saalfeld. Zu diesem Zeitpunkt waren die ersten Chorherren, von Pöhlde kommend, bereits eingezogen.
Im Jahr 1246 erfolgte eine größere Umgestaltung und die Umwandlung des bisherigen Chorherrenstifts in eine Abtei. In der Folge entwickelte sich Ilfeld zum Hauptort einer der sieben Zirkarien des Prämonstratenserordens in Mitteleuropa (der „Ilfeldia“).
Am 20. Mai 1322 verkauften die Grafen von Hohnstein die Gemeinde Wiegersdorf (seit 1948 ein Ortsteil von Ilfeld) an das Kloster. Im Jahr 1385 erfolgte die Gründung des selbständigen Fleckens Ilfeld vor den Toren des Klosters. In einem Brief an Abt Friedrich von Rüstefeld, datiert auf den 17. September 1385, gestatteten die Grafen von Hohnstein die Gründung. Auch ist eine Dorfordnung für den Ort überliefert, die 1423 von Abt Heinrich erlassen wurde. Das Kloster war zu dieser Zeit wirtschaftlich sehr stark und hatte großen Grundbesitz.

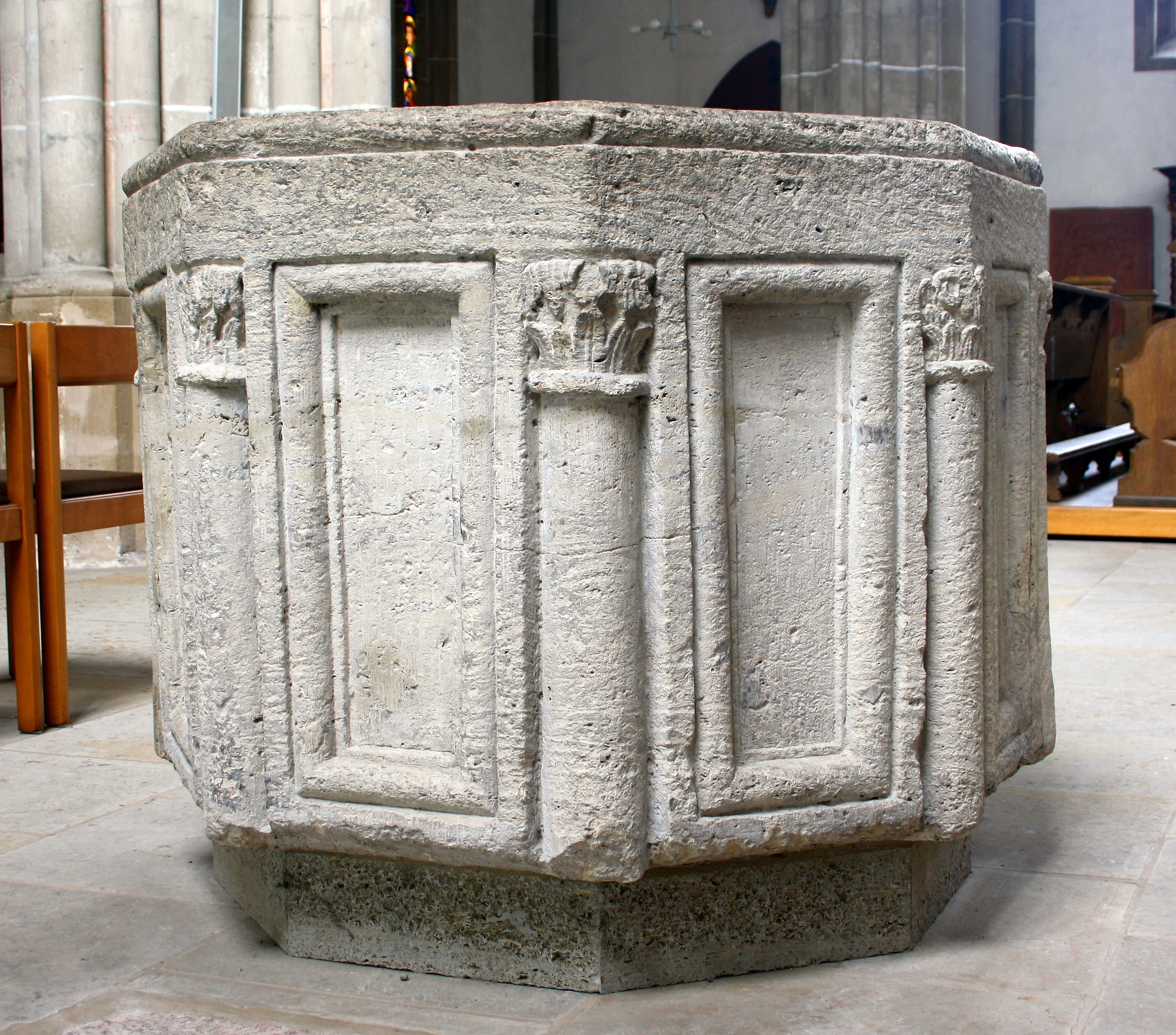
Mittelalterlicher Taufstein aus dem Kloster Ilfeld (heute im Nordhäuser Dom)

Die hohen Abgaben der Landbevölkerung (Zehnt) führten zur Unzufriedenheit der Bauern. Anfang Mai 1525 wurde das Kloster von aufständischen Bauern im Bauernkrieg geplündert und zeitweilig besetzt. Abt Bernhard hatte die Kostbarkeiten und Urkunden des Klosters bereits vorher auf die Burg Hohnstein gebracht. Der letzte Abt des Klosters, Thomas Stange, trat infolge der Reformation zum Protestantismus über und wandelte das Kloster 1546 in die evangelische Klosterschule Ilfeld um. Von 1629 bis 1631 gab es einen kurzfristigen Versuch, die Abtei wiederherzustellen.
Die Ländereien (u. a. mehr als 1500 ha Forst) des Klosters verblieben als Stift Ilfeld beim Herzogtum Braunschweig-Lüneburg und gingen später als Sondervermögen an die Klosterkammer Hannover.
Von den ursprünglichen Klostergebäuden ist durch vielfache Um- und Neubauten heute praktisch nichts mehr erhalten; der große mittelalterliche Taufstein mit einem Fassungsvermögen von ca. 260 l ist heute im Nordhäuser Dom zu sehen. Auf dem Klostergelände steht heute die Neanderklinik Harzwald GmbH.